# باشگاه فوتبال استقلال اهواز
استقلال اهواز که پیش از انقلاب ۱۳۵۷ با نام تاج اهواز شناخته می‌شد، یک باشگاه ورزشی ایرانی است که در فصل ۸۶–۱۳۸۵ به نایب قهرمانی لیگ برتر خلیج فارس رسید.

## پیشینه

### تأسیس
استقلال اهواز در سال ۱۳۲۷ با حمایت  حکیم شوشتری بنیان‌گذاری گردید. این باشگاه در ابتدا یکی از شاخه‌های باشگاه تاج تهران بود و تا پیش از انقلاب ۱۳۵۷ ایران با نام تاج اهواز شناخته می‌شد.

### جام تخت جمشید
تیم استقلال اهواز در سال ۱۳۵۱ موفق به راهیابی به جام تخت جمشید شد ولی از آنجا که قوانین لیگ اجازه حضور تیم‌های هم‌نام و هم‌خانواده (تاج تهران و تاج اهواز) را نمی‌داد، تیم تاج اهواز همانند تاج آبادان در دسته پایین‌تر باقی ماند.

### پس از انقلاب ۱۳۵۷
نام تیم پس از انقلاب به استقلال اهواز تغییر یافت. در دههٔ ۱۳۶۰ به دلیل وقوع جنگ ایران و عراق لیگ سراسری فوتبال در ایران برگزار نشد. استان خوزستان در کانون این جنگ قرار داشت و آسیب‌های فراوانی به زیرساخت‌های ورزشی این استان و باشگاه استقلال اهواز وارد شد. اگر چه با پایان یافتن جنگ و با شروع لیگ دسته اول ایران با نام لیگ آزادگان، تیم استقلال اهواز از سال ۱۳۷۰ و از دورهٔ نخست این لیگ در رقابت‌ها حاضر شد.
این باشگاه در دههٔ ۱۳۸۰ با جاه‌طلبی‌های علی شفیع‌زاده، مالک جدیدش، رشد چشم‌گیری پیدا کرد و به زودی به یکی از باشگاه‌های طراز اول فوتبال ایران تبدیل شد. بزرگترین دستاورد تاریخ باشگاه استقلال اهواز که نایب قهرمانی در ششمین دورهٔ لیگ برتر فوتبال ایران است، در همین دوران رقم خورد. این عنوان در حالی به دست آمد که استقلال اهواز تا هفته‌های پایانی بخت کسب جام قهرمانی را داشت. یک هفته مانده به پایان فصل ۸۶–۱۳۸۵ استقلال اهواز در دیداری جنجال‌برانگیز برابر مس کرمان با پذیرفتن یک گل مشکوک در لحظات پایانی پیروزی را با تساوی عوض کرد و از جام قهرمانی فاصله گرفت. استقلال اهواز در پایان این فصل با اختلاف ۲ امتیاز قهرمانی را به سایپا واگذار کرد. پس از آن دوران و در اواخر دههٔ ۱۳۸۰ نزول استقلال اهواز در فوتبال ایران آغاز شد. آن‌ها در فصل ۱۳۸۸–۸۹ به لیگ آزادگان و در فصل ۱۳۸۹–۹۰ با تداوم نتایج ضعیف و کسب رتبهٔ سیزدهم به لیگ دسته دو سقوط کردند. آنها پس از رفتن به لیگ دو به خود آمدند و در فصل ۱۳۹۰–۹۱ به لیگ یک صعود کردند. این تیم اهوازی پس کسب رتبه‌های ۱۰ و ۸ و ۹ به ترتیب در فصل‌های ۱۳۹۱–۹۲ و ۱۳۹۲–۹۳ و ۱۳۹۳–۹۴ در فصل ۱۳۹۴–۹۵ با خرید سهمیه لیگ برتری باشگاه فوتبال فولاد نوین خوزستان را خریداری کردند و به لیگ برتر بازگشتند. البته این امتیاز زیاد به کار آنها نیامد و آنها در همان فصل اول حضورشان در لیگ برتر (فصل ۱۳۹۴–۹۵) با ثبت رکورد تعویض مربی در لیگ برتر و کسب تنها ۱۲ امتیاز به لیگ آزادگان منتقل شدند که در آن لیگ هم با ثبت رکورد بسیار عجیب یک فصل کامل بدون برد و رکوردی دیگر در حوزه تعویض مربی مجدداً به جایگاه سابقشان یعنی لیگ دو بازگشتند.
امتیاز باشگاه استقلال اهواز متعلق به براداران شفیع‌زاده بوده و جدا از باشگاه استقلال گروه ملی صنعتی فعالیت می‌کند. در فصل ۹۲−۱۳۹۱ در دسته یک آزادگان، دو باشگاه اهوازی با اسامی استقلال اهواز و استقلال صنعتی خوزستان حضور داشتند. در نهایت برادران شفیع‌زاده سهام باشگاه را به ارسطو جهانداری مدیر عامل وقت واگذار کردند.

## بازیکنان

### بازیکنان خارجی
فهرست زیر بازیکنان خارجی باشگاه فوتبال استقلال اهواز است. بازیکنانی که نامشان پررنگ نوشته شده، سابقه ملی دارند.
| # | ناسیدمحمدرضاشریفی  | ایران          | فروارد    | ۴سال | ۵ | ۵۰ |
| - | ------------------ | -------------- | --------- | ---- | - | -- |
|   | آدریانو آلوز       | برزیل          | مهاجم     |      |   |    |
|   | ساشا ایلیچ         | جمهوری مقدونیه | دروازه‌بان |      |   |    |
|   | عبدالوهاب ابوالهیل | عراق           | هافبک     |      |   |    |
|   | بسیم عباس          | عراق           | مدافع     |      |   |    |
|   | کارلوس بنتو        | برزیل          | مهاجم     |      |   |    |
|   | ماریان بلکف        | جمهوری مقدونیه | مدافع     |      |   |    |
|   | هیثم کاظم          | عراق           | هافبک     |      |   |    |
|   | محمد ناصر شکرون    | عراق           | مهاجم     |      |   |    |
|   | میلاد اسماعیلی     | امارات         | مهاجم     |      |   |    |

### بازیکنان ایرانی بومی
فهرست زیر برخی از بازیکنان مشهور بومی باشگاه استقلال اهواز است.بازیکنانی که نامشان پررنگ نوشته شده،سابقه ملی دارند.
| # | نام بازیکنان      |
| - | ----------------- |
|   | عیسی آل کثیر      |
|   | محمد مکوندی       |
|   | احمد مکوندی       |
|   | احمد آل نعمه      |
|   | حسین بختیاری زاده |
|   | اسماعیل شریفات    |
|   | عادل کلاه کج      |
|   | خیرالله ویسی      |

## مربیان

### مربیان پیشین
| #  | نام                        |                               | پورحیدری ۱۳۷۲ | ۲ | امیر قلعه نویی | شهریور ۱۳۸۱ |
| ۳  | جلال چراغپور               | مهر ۱۳۸۱                      |               |   |                |             |
| ۴  | بهرام عاطف                 | ۱۳۸۱–۱۳۸۲                     |               |   |                |             |
| ۵  | ناصر حجازی                 | ۱۳۸۲–۱۳۸۳                     |               |   |                |             |
| ۶  | لوکا بوناچیچ               | ۱۳۸۴–۱۳۸۳                     |               |   |                |             |
| ۷  | مارتیک خاچاتوریان          | ۱۳۸۴                          |               |   |                |             |
| ۸  | محمود یاوری                | ۱۳۸۴                          |               |   |                |             |
| ۹  | سردان گمالوویچ             | ۱۳۸۴–۱۳۸۵                     |               |   |                |             |
| ۱۰ | فیروز کریمی                | ۱۳۸۵ تا آبان ۱۳۸۶             |               |   |                |             |
| ۱۱ | مجید جلالی                 | آبان ۱۳۸۶ تا اردیبهشت ۱۳۸۷    |               |   |                |             |
| ۱۲ | محمود یاوری                | مرداد ۱۳۸۷                    |               |   |                |             |
| ۱۳ | رضا احدی                   | مرداد ۱۳۸۷؟                   |               |   |                |             |
| ۱۴ | اکبر میثاقیان              | مرداد ۱۳۸۷ تا اسفند ۱۳۸۷      |               |   |                |             |
| ۱۵ | خداداد عزیزی               | اسفند ۱۳۸۷ تا خرداد ۱۳۸۸      |               |   |                |             |
| ۱۶ | مجید باقری‌نیا              | شهریور ۱۳۸۸ - بهمن ۱۳۸۸       |               |   |                |             |
| ۱۷ | محمد احمدزاده              | بهمن ۱۳۸۸                     |               |   |                |             |
| ۱۸ | مهدی هاشمی‌نسب              | ۱۳۸۸                          |               |   |                |             |
| ۱۹ | علی فیروزی                 | ۱۳۸۸                          |               |   |                |             |
| ۲۰ | داریوش یزدی                | دی ۱۳۸۹                       |               |   |                |             |
| ۲۱ | علی حنطه                   | آذر ۱۳۸۹                      |               |   |                |             |
| ۲۲ | نادر دست‌نشان               | آذر ۱۳۸۹ تا بهمن ۱۳۸۹         |               |   |                |             |
| ۲۳ | فیروز کریمی                | بهمن ۱۳۸۹                     |               |   |                |             |
| ۲۴ | افشین کمایی                | _                             |               |   |                |             |
| ۲۵ | داریوش یزدی                |                               |               |   |                |             |
| ۲۶ | افشین رباطیان -عادل حردانی | تیر ۱۳۹۱ - آبان ۱۳۹۱          |               |   |                |             |
| ۲۷ | مسعود نوروزی               | آبان ۱۳۹۱ - آذر ۱۳۹۱          |               |   |                |             |
| ۲۸ | علی حنطه                   | آذر ۱۳۹۱ - خرداد ۱۳۹۲         |               |   |                |             |
| ۲۹ | داوود مهابادی              | خرداد ۱۳۹۲ -؟                 |               |   |                |             |
| ۳۰ | داوود نژادمحمودآبادی       | ؟ -خرداد ۱۳۹۳                 |               |   |                |             |
| ۳۱ | داریوش یزدی                | خرداد ۱۳۹۳–۶ دی ۱۳۹۳          |               |   |                |             |
| ۳۲ | حبیب خدریان                | ۱۱ دی ۱۳۹۳ -اسفند ۱۳۹۳        |               |   |                |             |
| ۳۳ | فریدون حردانی              | ۲ اسفند ۱۳۹۳–۷ فرودین ۱۳۹۴    |               |   |                |             |
| ۳۴ | سید حسین سیدصالحی          | ۲ فرودین ۱۳۹۴–۲۵ فروردین ۱۳۹۴ |               |   |                |             |
| ۳۵ | صابر میرقربانی             | ۲۵ فرودین ۱۳۹۴–۲۴ تیر ۱۳۹۴    |               |   |                |             |
| ۳۶ | سیاوش بختیاری‌زاده          | ۲۴ تیر ۱۳۹۴–۲۴ مهر ۱۳۹۴       |               |   |                |             |
| ۳۷ | علی حنطه                   | ۲۵ مهر ۱۳۹۴–۴ دی ۱۳۹۴         |               |   |                |             |
| ۳۸ | سیاوش بختیاری‌زاده          | ۴ دی ۱۳۹۴-مرداد ۱۳۹۵          |               |   |                |             |
| ۳۹ | حمیدرضا فرزانه             | مرداد ۱۳۹۵-مهر ۱۳۹۵           |               |   |                |             |
| ۴۰ | ابراهیم تهامی (موقت)       | مهر ۱۳۹۵-آبان ۱۳۹۵            |               |   |                |             |
| ۴۱ | امیر میرزاییان             | آبان ۱۳۹۵                     |               |   |                |             |
| ۴۲ | محمد سجادیان               | آبان ۱۳۹۵-دی ۱۳۹۵             |               |   |                |             |
| ۴۳ | سیاوش بختیاری‌زاده          | دی ۱۳۹۵-بهمن ۱۳۹۵             |               |   |                |             |
| ۴۴ | علی حنطه                   | بهمن ۱۳۹۵                     |               |   |                |             |
| ۴۵ | حمیدرضا بابایی             | بهمن ۱۳۹۵-فروردین ۱۳۹۶        |               |   |                |             |
| ۴۶ | مسعود نوروزی               | فروردین ۱۳۹۶                  |               |   |                |             |
| ۴۷ | آلفردو کاسیمیرو            | مرداد ۱۳۹۶-آذر ۱۳۹۶           |               |   |                |             |
| ۴۸ | علی خوش‌ذات                 | آذر ۱۳۹۶-تیر ۱۳۹۷             |               |   |                |             |
| ۵۰ | سیاوش بختیاری‌زاده          | تیر ۱۳۹۷-شهریور ۱۳۹۷          |               |   |                |             |
| ۵۱ | داریوش هرمزی               | شهریور ۱۳۹۷-مهر ۱۳۹۷          |               |   |                |             |
| ۵۲ | علی خوش‌ذات                 | مهر ۱۳۹۷-اسفند ۱۳۹۷           |               |   |                |             |
| ۵۳ | فرزاد بهزادی               | اسفند ۱۳۹۷_تاکنون             |               |   |                |             |

## افتخارات
- لیگ برتر خلیج فارس
- نایب قهرمانی(۱) :  ۸۶–۱۳۸۵
- لیگ آزادگان
- قهرمان(۱) : ۸۱–۱۳۸۰
- لیگ دسته دوم ایران
- قهرمان(۱) : ۹۱–۱۳۹۰
- سوپر جام فوتبال خوزستان
- قهرمان(۱) : ۱۳۷۳
- لیگ برتر فوتبال خوزستان
- قهرمان(۲) : ۱۳۴۳ ، ؟